# やわらかい手
『やわらかい手』（やわらかいて、Irina Palm）は、サム・ガルバルスキが監督し、マリアンヌ・フェイスフルとミキ・マノイロヴィッチが主演した2007年に制作された悲喜劇映画。ベルギー、ルクセンブルク、イギリス、ドイツ、フランスの5か国による共同制作の作品である。2007年のベルリン国際映画祭において、初公開された。本作は世界中で1,000万米ドル以上の興行成績を上げた。
主演のマリアンヌ・フェイスフルにとっては、38年ぶりの映画主演作品であった。

## あらすじ
ロンドンの郊外、孫のいる年齢となった主婦マギーは、病気の孫の治療費に苦慮していた。できる仕事はないかと探していると「接客係 (hostess)」の募集を見つけ、応募する。実はそこは風俗店で、仕事は壁越しに手コキをすることだった。ともかく働くことになった彼女は、やがて....

## キャスト

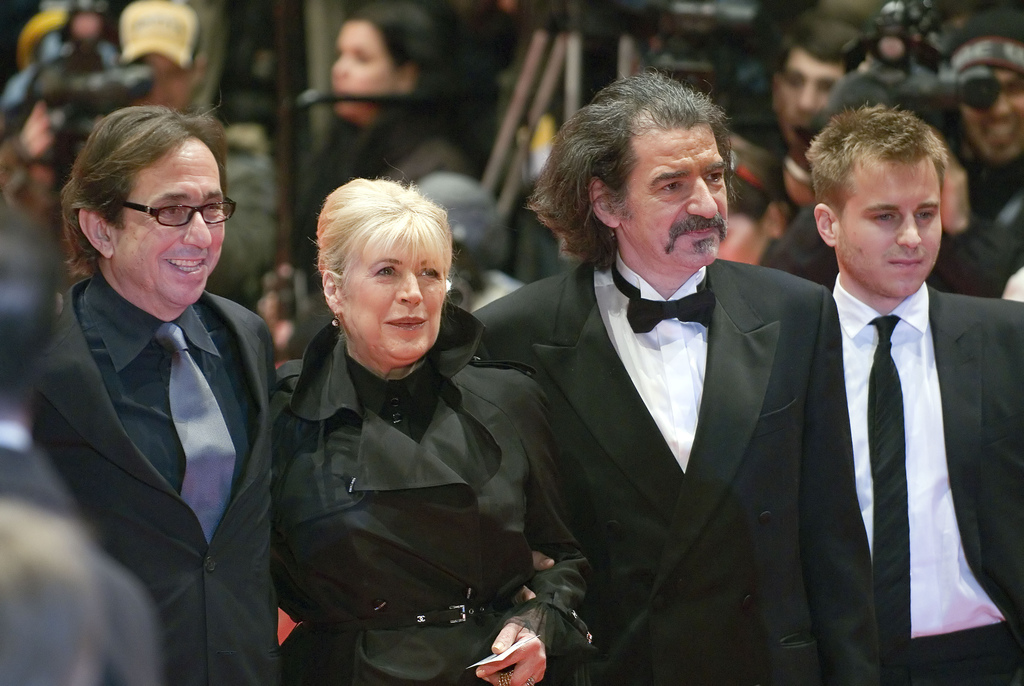
プレミア公開時の（左から）サム・ガルバルスキ、マリアンヌ・フェイスフル、ミキ・マノイロヴィッチ、ケヴィン・ビショップ。

- マリアンヌ・フェイスフル - マギー (Maggie)、孫の治療費を稼ぐため風俗店で働き始める本作の主人公
- ミキ・マノイロヴィッチ - ミクロス (Miklos)、風俗店のオーナー
- ケヴィン・ビショップ - トム (Tom)、マギーの息子
- シボーン・ヒューレット（英語版） - サラ (Sarah)、トムの妻、マギーの義理の娘
- コーリー・バーク (Corey Burke) - オリー (Olly)、トムとサラの息子、マギーの孫
- ドルカ・グリルシュ（英語版） - ルイーザ (Luisa)、風俗店におけるマギーの同僚
- ジェニー・アガター - ジェーン (Jane)、マギーの友人
- メグ・ウィン・オーウェン（英語版） - ジュリア (Julia)、マギーの友人
- スーザン・ヒッチ (Susan Hitch) - ベス (Beth)、マギーの友人
- フリップ・ウェブスター (Flip Webster) - エディス (Edith)、商店主

## 受賞
- 本作は、第53回ダヴィッド・ディ・ドナテッロ賞において最優秀ヨーロッパ映画賞（英語版）を受賞した[3]。
- 2007年の第57回ベルリン国際映画祭では、金熊賞（最優秀作品賞）にノミネートされた[4]。
- ミキ・マノイロヴィッチは、本作の演技に対し、ヨーロッパ映画アカデミー（英語版）から2007年のヨーロッパ映画賞の最優秀男優賞にノミネートされた[5]。
- マリアンヌ・フェイスフルは、ヨーロッパ映画賞の最優秀女優賞にノミネートされたが、受賞したのは『クィーン』のヘレン・ミレンであった[5]。